# Derby de Soweto
La rivalité entre le Kaizer Chiefs FC et le Orlando Pirates FC, se réfère à l'antagonisme entre deux des principaux clubs de football d'Afrique du Sud, le Orlando Pirates Football Club créé en 1937 et le Kaizer Chiefs Football Club créé en 1970.
Les deux clubs sont basés à Johannesburg, le Kaizer Chiefs évolue au Rand Stadium ou au FNB Stadium et l'Orlando Pirates évolue à l'Orlando Stadium ou au stade Ellis Park.
La rivalité entre les deux clubs est sportive et apparaît dans les années 1970.

## Histoire

### Origine de la rivalité

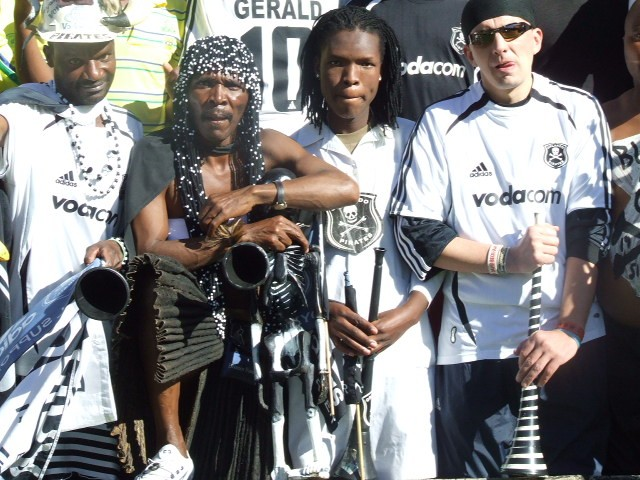
Supporters de l'Orlando Pirates.

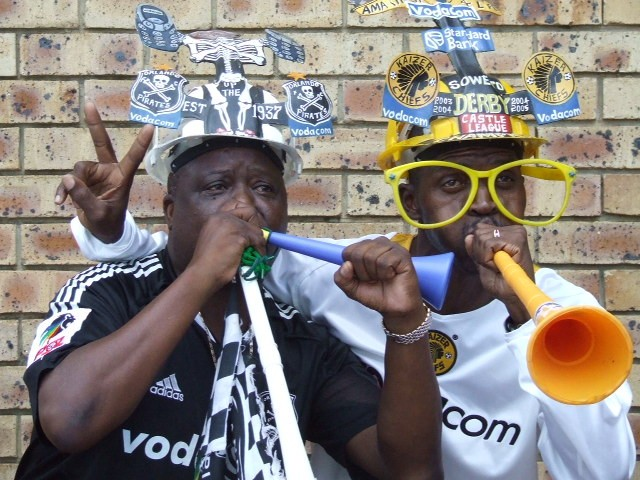
Supporter de l'Orlando Pirates (gauche) et du Kaizer Chiefs.

En 1970, le joueur sud-africain Kaizer Motaung revient d'une expérience de joueur de football professionnel en NASL, sous le maillot des Atlanta Chiefs, dans son club formateur, les Orlando Pirates. 
Le club se trouve dans une situation délicate, avec des troubles dans l'effectif et dans sa direction. Motaung décide d'en profiter et crée un nouveau club, dont il sera propriétaire. D'abord nommé Kaizer XI, et se produisant exclusivement lors de matchs amicaux, Kaizer Motaung parvient rapidement à mettre en place une équipe de bon niveau, rassemblant vétérans et jeunes espoirs, dont plusieurs recrutés au détriment des Pirates en profitant des dissenssions internes, ce qui attise les tensions.
Ce club, renommé en Kaizer Chiefs en l'honneur du club américain où à joué Motaung (et adoptant le même blason) intègre l'année même de sa création la National Professional Soccer League, ligue de football sud-africaine où les joueurs noirs sont cantonnés à cause du système de l'apartheid.
Les joueurs de Kaizer Chiefs remportent dès 1971 la coupe nationale et la conserve l'année suivante. En 1974, le club remporte son premier titre de champion. En quelques années, Kaizer Chiefs devient une des plus grandes équipes du pays et le grand rival du Orlando Pirates FC, le principal club du pays jusque-là.
La rivalité éclate au grand jour dès la première confrontation entre les deux clubs en 1971. Le Kaizer Chiefs renverse le scénario du match et l'emporte sur un score de quatre buts à trois alors qu'il était mené trois buts à un. Dès lors, les rencontres se jouent dans une atmosphère électrique où l'unique objectif est de l'emporter afin de montrer sa suprématie sur le rival. La rivalité est entretenue par un lien parricide où l'Orlando Pirates, considéré comme "le père", est en concurrence avec le Kaiser Chiefs, considéré comme "le fils".

### Apogée de la rivalité
Comme dans la plupart des rivalités, chaque club connait sa période de domination. D'une manière générale, le Kaizer Chiefs domine durant les années 1980 et l'Orlando Pirates domine durant les années 1990.
Durant les décennies 1980 et 1990, le Kaizer Chiefs glane de nombreux titres et possèdent dans ses divers effectifs des joueurs tels que Scara Thindwa, Doctor Khumalo ou les frères Mark Tovey et Neil Tovey. Le club se construit ainsi une solide base de supporters à travers le pays ainsi que des dans les états frontaliers.
L'Orlando Pirates connaît une période chaotique durant la décennie 1980 qui l'oblige à être dans l'ombre du rival. La décennie 1990 lui est plus favorable grâce à des joueurs comme Mark Fish ou Edward Motale. Le club affiche sa suprématie sportive à distance sur le Kaiser Chiefs lorsqu'il devient le premier club sud-africain à remporter l'édition 1995 de la Coupe des clubs champions ainsi que la Supercoupe de la CAF 1996.

### Contestation de l'opposition phare du pays
Des critiques négatives sur la rivalité naissent durant la décennie 2000. D'une manière générale, l'opposition est décrite comme vieillissante et les clubs sur le déclin, en comparaison de leurs rêgnes passés.

## Incidents
De tout temps, les rencontres occasionnent des incidents et violences entre supporters. Deux matchs connaissent des tragédies humaines ; le 13 janvier 1991, 42 personnes meurent et le 11 avril 2001, 43 personnes décèdent à la suite d'un laxisme du contrôle à l'entrée du stade. Des mesures de sécurité et un encadrement policier sont depuis mis en place.

## Navigation